# 石井裕 (アナウンサー)
石井 裕（いしい ゆたか、1963年3月8日 - ）は、NHKのシニアアナウンサー。

## 人物
筑波大学附属駒場高等学校を経て東京大学文学部卒業後、1987年入局。趣味は読書。

## 現在の業務
- デスク業務

## 過去の担当番組
長野局時代
- イブニング信州（編責）

東京アナウンス室時代
- ふるさと自慢うた自慢&ふるさと自慢コンサート（隔週、2001年）
- NHKニュースおはよう日本（リポーター、2001年）
- 日本の祭 「福岡・博多 園山笠」（2004年6月16日）

大阪局時代
- テレビスポーツ教室（ナレーション）
- 6COLORS（制作WGリーダー）